# 初教-6
初教-6（CJ-6）是南昌飛機公司以蘇聯授權生產的初教-5 （Yak-18）教練機後，另行研發的新型初級教練機。1958年8月第一次試飛。本機雖然和初教-5外觀相似，但實際上使用較現代化的前三點起落架，而不是本來初教-5的後三點起落架。
除了中華人民共和國使用以外，並且外銷到美国，澳大利亚，英国，朝鲜，坦尚尼亞與辛巴威等國家，不少私人收藏家也購入這架飛機作為私人用途。
该机型因其优异的可靠性和易维护性，至今仍在中國人民解放軍空軍中服役。在美国通用航空领域也获得了可观的市场，据称现在仍有超过200架的初教六型飞机在美国正常飞行。美国的初教六用户及爱好者曾于2008年在威斯康星州奥什科什市举行了初教六的五十周年纪念会。
2019年2月28日，初教6飞机TC/PC(型号合格证/生产许可证)颁发活动在南昌瑶湖机场举行。初教6飞机正式进入国内民用航空市场。

## 主要型號
- 紅專-502：初教六型的原型機

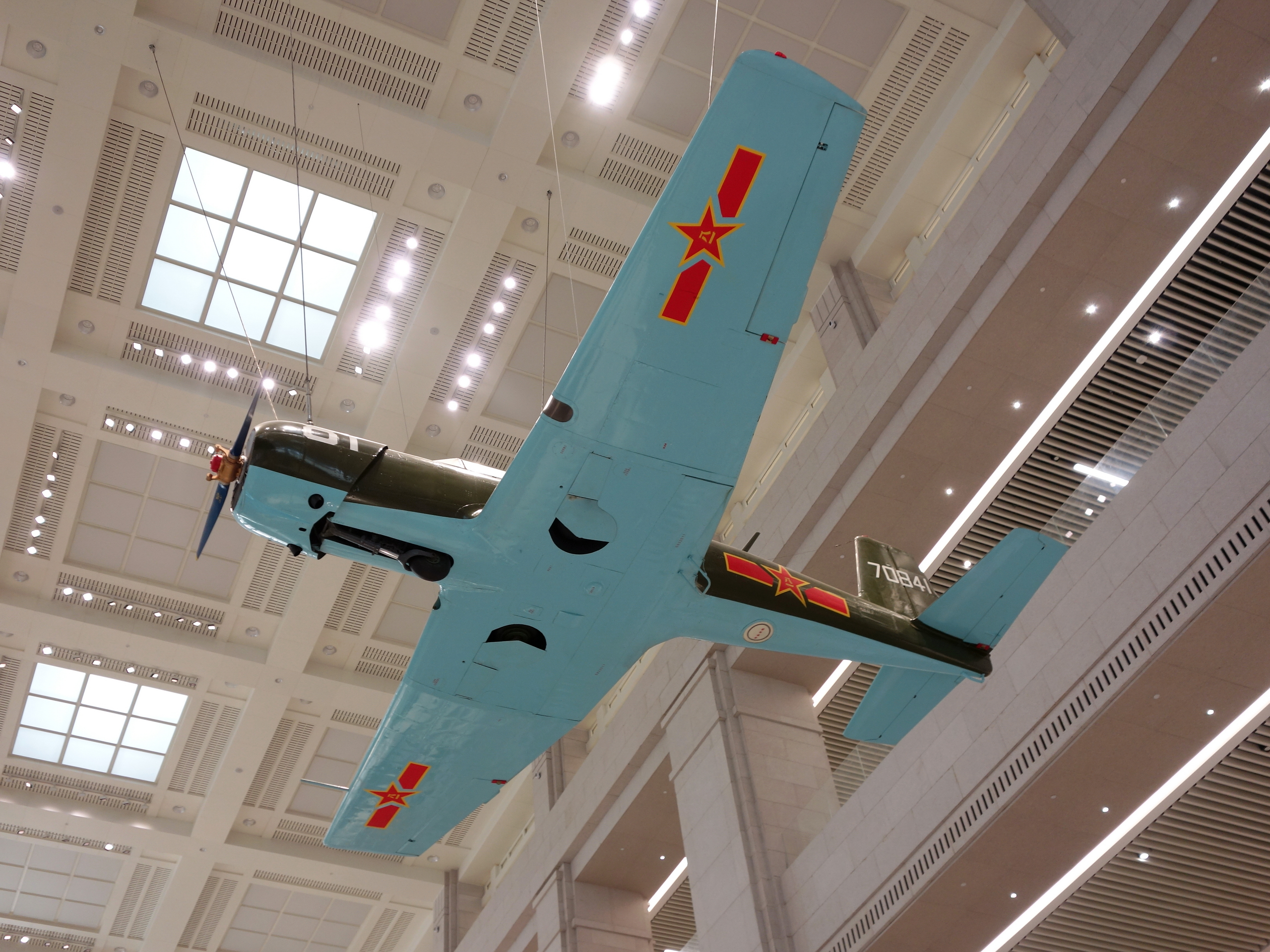
初教-6於中國人民革命軍事博物館

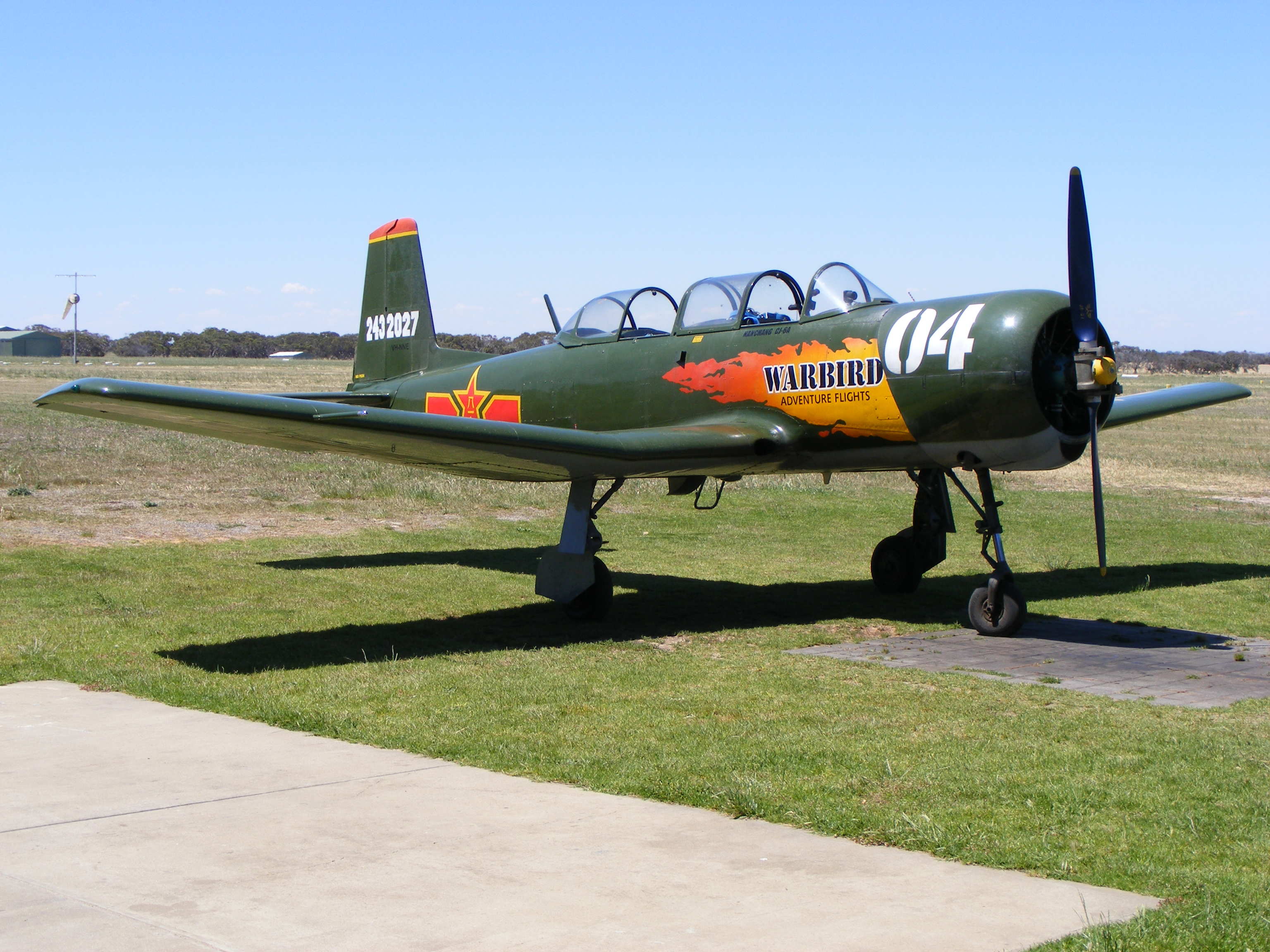
美國愛好者收藏品

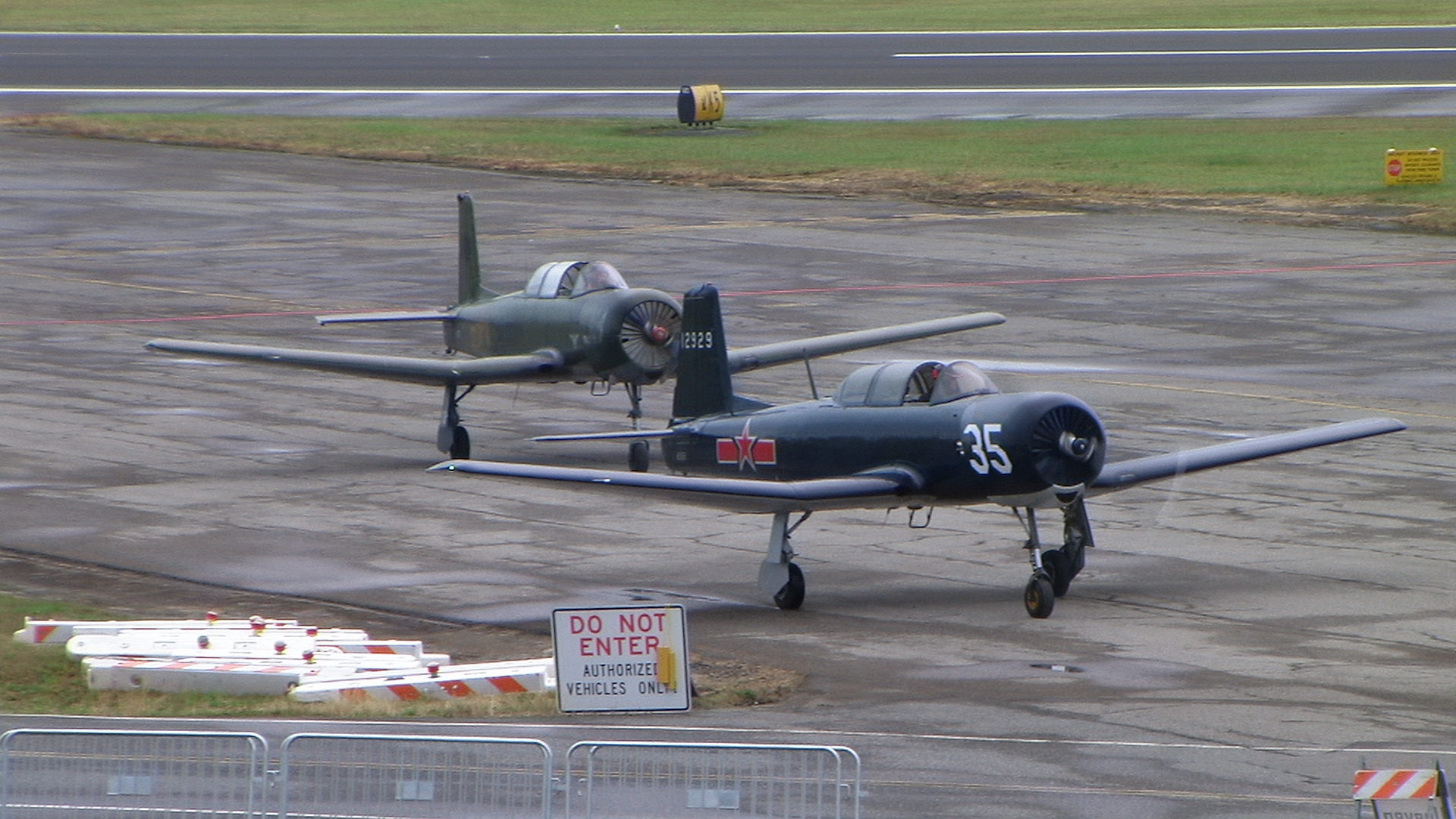
2010年美國收藏者聚會

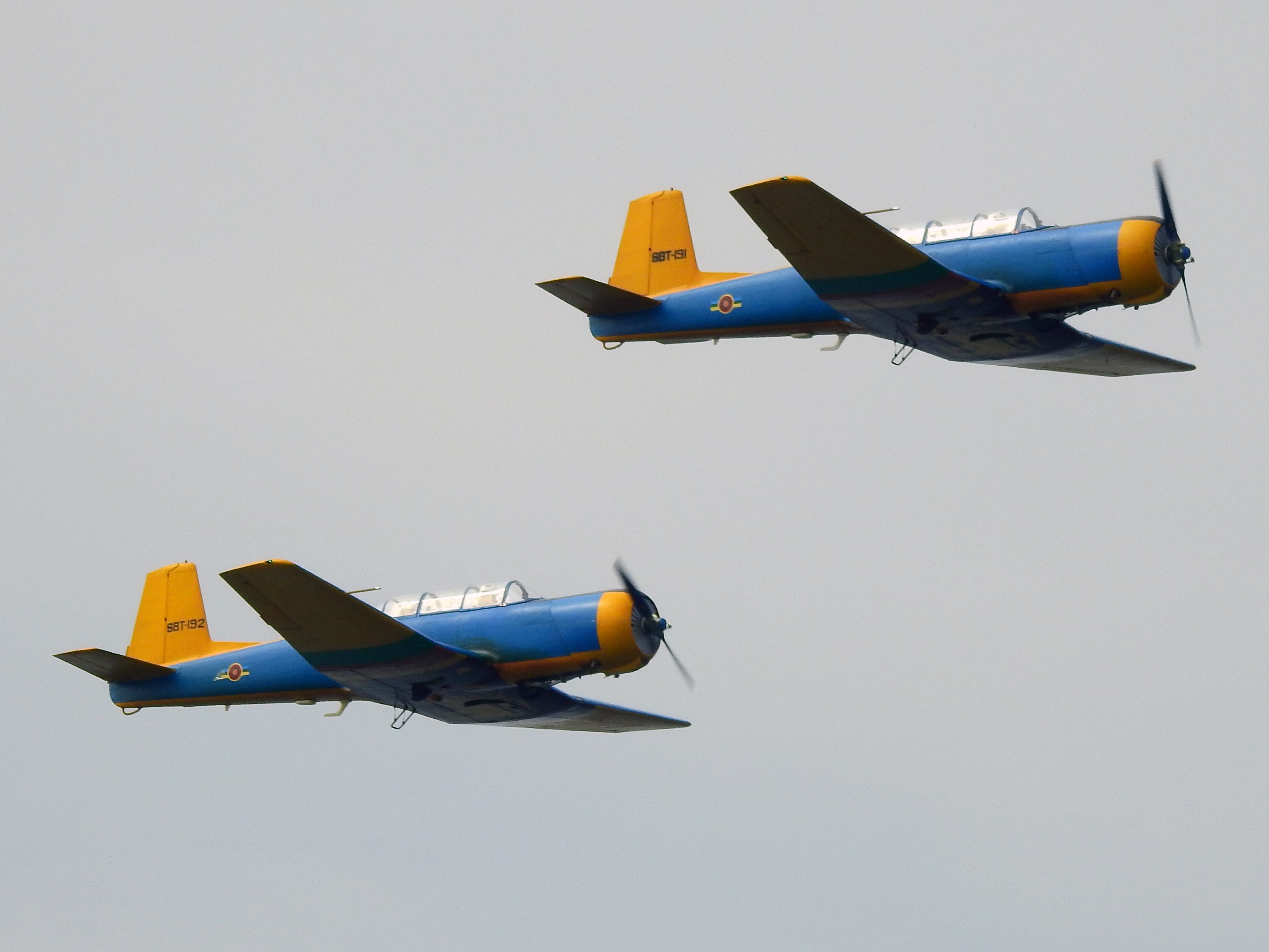
斯里蘭卡空軍 PT-6

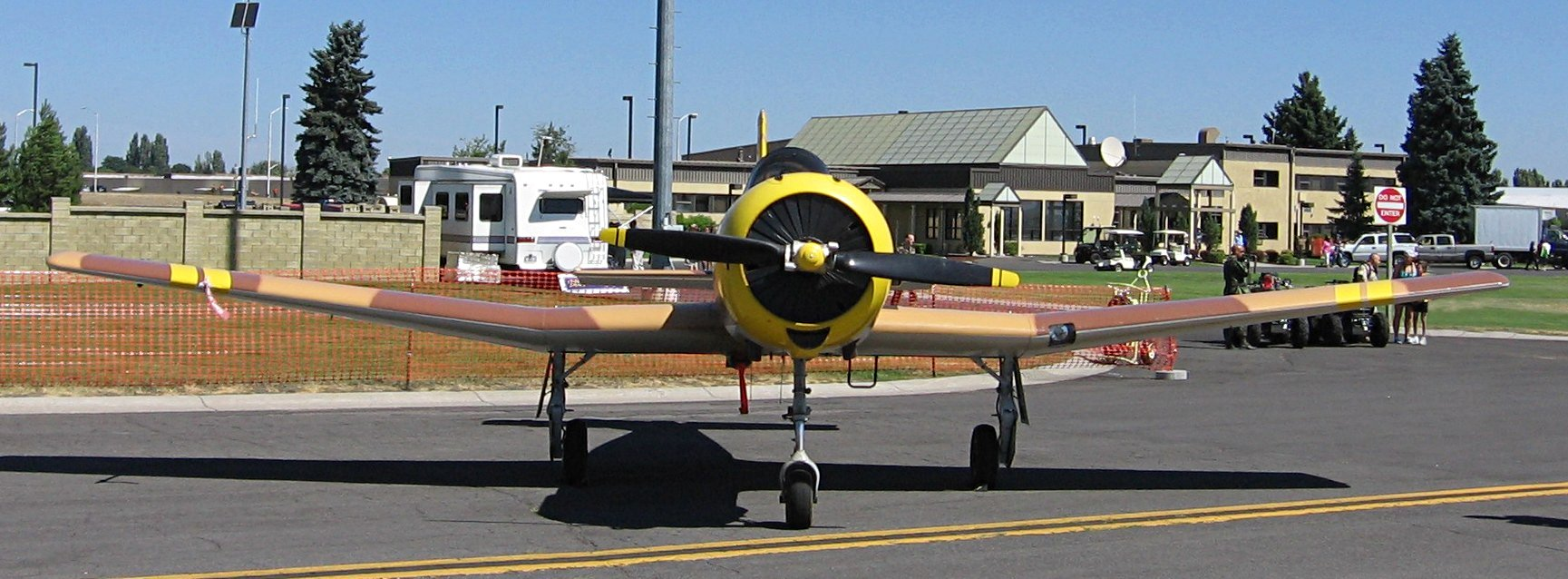
初教-6A

- 初教六型（CJ-6）：雙座初級練習機，配備260匹馬力株洲活塞6型星型發動機

- 初教六型甲（CJ-6A）：馬力加強型，配備285匹馬力株洲活塞6型甲發動機

- 初教六型乙（CJ-6B）：武装追加型，300匹馬力株洲活塞6型丁發動機，加裝7.62毫米口徑機槍2挺和25公斤炸彈兩個，祇少量生產

- BT-6：初教六型的出口型

- PT-6A--初教六型甲的出口型

- 海燕甲：海燕的原型機，1985年8月17日試飛

- 海燕乙：單座農業、消防用機，發動機馬力增強至345匹

- 海燕丙：農業、遊覽飛行等民用型

## 基本資料（初教六型甲）
- 翼展=10.22米
- 全長=8.46米
- 全高=3.25米
- 空重=1,059公斤
- 最大離陸重量=1,419公斤
- 發動機=株洲活塞6型甲風冷式星型發動機（馬力285匹）
- 最高速度=300公里/小時
- 爬昇力=380米/分鐘
- 昇限=5,080米
- 乘員=2名
- 航程=700公里

## 流行文化
初教-6由於外表和第二次世界大戰時的軍用螺旋槳飛機相似，故在很多由中國拍攝的二次大戰電視劇和電影以至廣告當中扮演二戰時的戰鬥機，例如：在1993年，由香港電影演員周潤發、吳倩蓮主演，名為「天長地久」的鐵達時手錶廣告中，就以初教-6扮演抗戰時中國空軍的戰鬥機；1996年由劉德華、吳倩蓮主演的香港電影天若有情III烽火佳人，亦出現同樣的情形。

## 使用國家
- 中华人民共和国
- 阿尔巴尼亚
- 柬埔寨
- 緬甸
- 坦桑尼亚
- 斯里蘭卡
- 越南
- 尚比亞
- 美国（民用）
- 新西兰（民用）

## 外部連結
- 关于初教-6与雅克-18之间差异的比较《这不是拷贝！（页面存档备份，存于）》（简体中文）